# Michal Kadlec
Pour les articles homonymes, voir Kadlec.
Michal Kadlec est un footballeur international tchèque né le 13 décembre 1984 à Vyškov en Tchécoslovaquie (aujourd'hui Tchéquie). Il évolue au poste de défenseur central au 1. FC Slovácko.
Il est le fils de Miroslav Kadlec, ancien footballeur international tchécoslovaque puis tchèque.

## Palmarès
- Sparta Prague
  - Vainqueur du Championnat de Tchéquie en 2005 et 2007.
  - Vainqueur de la Coupe de Tchéquie en 2006, 2007 et 2008.
- Fenerbahçe SK
  - Vainqueur du Championnat de Turquie en 2014